# Lista odcinków serialu Czarna lista
Poniżej znajduje się lista odcinków serialu telewizyjnego Czarna lista, emitowanego przez amerykańską stację telewizyjną NBC od 23 września 2013 roku. W Polsce jest emitowany od 24 października 2013 roku przez AXN. Serial jest emitowany w Polsce również przez platformę Netflix.
| Sezon | Sezon | Odcinki | Oryginalna emisja    | Oryginalna emisja | Oryginalna emisja    | Oryginalna emisja | Oryginalna emisja |
| Sezon | Sezon | Odcinki | Premiera sezonu      | Finał sezonu      | Premiera sezonu      | Finał sezonu      |                   |
| ----- | ----- | ------- | -------------------- | ----------------- | -------------------- | ----------------- | ----------------- |
|       | 1     | 22      | 23 września 2013     | 12 maja 2014      | 24 października 2013 | 29 maja 2014      |                   |
|       | 2     | 22      | 22 września 2014     | 14 maja 2015      | 6 listopada 2014     | 4 czerwca 2015    |                   |
|       | 3     | 23      | 24 września 2015     | 19 maja 2016      | 11 listopada 2015    | 22 lipca 2016     |                   |
|       | 4     | 22      | 22 września 2016     | 18 maja 2017      | 19 stycznia 2017     | 6 lipca 2017      |                   |
|       | 5     | 22      | 27 września 2017     | 16 maja 2018      | —                    | —                 |                   |
|       | 6     | 22      | 4 stycznia 2019      | 17 maja 2019      | —                    | —                 |                   |
|       | 7     | 19      | 4 października 2019  | 15 maja 2020      | —                    | —                 |                   |
|       | 8     | 22      | 13 listopada 2020    | 23 czerwca 2021   | —                    | —                 |                   |
|       | 9     | 22      | 21 października 2021 | 27 maja 2022      | —                    | —                 |                   |
|       | 10    | 22      | 26 lutego 2023       | 13 lipca 2023     |                      |                   |                   |

## Sezon 1 (2013–2014)
| 1 | 1  | Pilot                     | nr 52      | Joe Carnahan      | Jon Bokenkamp                                                          | 23 września 2013     | 24 października 2013 |
| Raymond „Red” Reddington, jeden z najbardziej poszukiwanych przez FBI przestępców, przychodzi do siedziby FBI i daje się aresztować. Proponuje wydanie przestępcy Ranko Zamaniego oraz pomoc w jego schwytaniu, ale warunkiem jest współpraca z młodą agentką Elizabeth Keen. Okazuje się, że jest to dopiero pierwsze nazwisko ze skompletowanej przed Reddingtona listy liczących się w świecie przestępczym graczy. |    |                           |            |                   |                                                                        |                      |                      |
| 2 | 2  | The Freelancer            | nr 145     | Jace Alexander    | Jon Bokenkamp                                                          | 30 września 2013     | 31 października 2013 |
| Red informuje Elizabeth o miejscu i czasie, w którym sprawca znany jako „Freelancer” dokona zamachu. Zamachu nie udaje się jednak powstrzymać, ale Red zdobywa informacje na temat jego kolejnego celu. Okazuje się, że jest nim Floriana Campo, działaczka społeczna na rzecz uwolnienia więźniów seksualnych i ograniczenia wpływów karteli narkotykowych. |    |                           |            |                   |                                                                        |                      |                      |
| 3 | 3  | Wujing                    | nr 84      | Michael Watkins   | Lukas Reiter                                                           | 7 października 2013  | 7 listopada 2013     |
| Wysokiej klasy chiński kryminalista Wujing zwraca się do Reda o pomoc w rozszyfrowaniu przechwyconej przez niego informacji o agencie CIA. Red wyznacza Elizabeth, by udawała ekspertkę od szyfrowania podczas infiltracji tajnej bazy Wujinga. |    |                           |            |                   |                                                                        |                      |                      |
| 4 | 4  | The Stewmaker             | nr 161     | Vince Misiano     | Patrick Massett John Zinman                                            | 14 października 2013 | 14 listopada 2013    |
| Elizabeth zeznaje w sprawie przeciwko Hectorowi Lorce, ale podczas procesu świadek zostaje porwany. Red uważa, że w sprawę zamieszany jest „Stewmaker”, specjalista od chemikaliów, który rozpuszcza ciała swoich ofiar, by pozbyć się dowodów zbrodni. |    |                           |            |                   |                                                                        |                      |                      |
| 5 | 5  | Courier                   | nr 85      | Nick Gomez        | John C. Kelley                                                         | 21 października 2013 | 21 listopada 2013    |
| Kurierowi zlecono dostarczenie przesyłki irańskiemu szpiegowi. Po pościgu Elizabeth i Malikowi udaje się go schwytać, ale nie udaje się z niego wydobyć żadnych informacji. Okazuje się, że przesyłką jest Seth Nelson, analityk z NSA. Red i Elisabeth walczą z czasem, próbując odnaleźć uwięzionego pod ziemią Nelsona. Tom odkrywa w domu skrzynkę pod podłogą. |    |                           |            |                   |                                                                        |                      |                      |
| 6 | 6  | Gina Zanetakos            | nr 152     | Adam Arkin        | Wendy West                                                             | 28 października 2013 | 28 listopada 2013    |
| W rozmowie z Liz na temat skrzynki Tom utrzymuje że jest niewinny i został wrobiony. Nalega, by FBI go przesłuchało, bo chce oczyścić swoje dobre imię. W międzyczasie Red informuje, że kolejna osoba na „Czarnej liście” to terrorystka, Gina Zanetakos. |    |                           |            |                   |                                                                        |                      |                      |
| 7 | 7  | Frederick Barnes          | nr 47      | Michael Watkins   | J.R. Orci                                                              | 4 listopada 2013     | 5 grudnia 2013       |
| Po ataku terrorystycznym w metrze, w którym użyto chemikaliów, FBI szuka osoby odpowiedzialnej za ten atak. Red powiadamia Elizabeth, że człowiek, którego szukają, to naukowiec Frederick Barnes. Zmodyfikował on bardzo rzadką chorobę, na którą cierpi jego syn, żeby stała się powszechna, bo wtedy koncerny farmaceutyczne sfinansują badania nad lekarstwem. Red kupuje swój stary dom i wysadza go w powietrze. |    |                           |            |                   |                                                                        |                      |                      |
| 8 | 8  | General Ludd              | nr 109     | Stephen Surjik    | Amanda Kate Shuman                                                     | 11 listopada 2013    | 12 grudnia 2013      |
| Elizabeth zajmuje się spiskiem przeciwko systemowi finansowemu kraju, gdy Red wyjawia, że odpowiedzialny za niego jest ruch generała Ludda. Red żąda dostępu do bazy ViCAP w zamian za swoją pomoc. W tym czasie Tom powiadamia Liz, że rak ponownie zaatakował jej przybranego ojca Sama. Przez atak terrorystyczny generała Ludda Liz nie jest w stanie dotrzeć do szpitala, w którym przebywa jej ojciec. W tym czasie Sama odwiedza Red. |    |                           |            |                   |                                                                        |                      |                      |
| 9 | 9  | Anslo Garrick             | nr 16      | Joe Carnahan      | Joe Carnahan Jason George                                              | 25 listopada 2013    | 19 grudnia 2013      |
| „Poczta” czyli tajna siedziba FBI zostaje zaatakowana przez Anslo Garricka i jego grupę terrorystyczną. Celem Anslo jest pojmanie Reda. Reddington wraz z agentem Resslerem (który zostaje poważnie ranny w nogę) chowają się do kuloodpornej klatki, w której są bezpieczni. Anslo przejmuje placówkę FBI i odcina w niej łączność. Agentka Keen podczas ataku zostaje uwięziona w windzie, z której udaje jej się wydostać. Keen wraz z Aramem jako jedyni nie dostają się do niewoli i próbują odzyskać łączność w placówce po to by wezwać pomoc. Anslo aby wybawić Reda z klatki zabija Luli i grozi śmiercią Dembe. Dopiero jednak gdy w ręce Anslo wpada Elizabeth, Red zmusza Resslera do podania kodu do klatki. |    |                           |            |                   |                                                                        |                      |                      |
| 10 | 10 | Anslo Garrick Conclusion  | nr 16      | Michael Watkins   | Lukas Reiter J.R. Orci                                                 | 2 grudnia 2013       | 6 marca 2014         |
| Elisabeth i Red zostają uprowadzeni przez Anslo. Agentce udaje się uciec, jednak nie udaje się jej uratować Reda, któremu zostaje wycięty chip namierzający. Anslo zabiera Reda do opuszczonego kościoła, w którym go torturuje farmakologicznie. Elizabeth kontaktuje się z Panią Kaplan, która organizuje ratunek dla Reda. Agentka Keen odkrywa, iż jest obserwowana, udaje się do domu naprzeciwko, gdzie zabija swojego obserwatora. Redowi udaje się uciec, po tym jak za pomocą nożyczek zabija Anslo. Red orientuje się, iż został zdradzony, rozpoczyna swoją zemstę po to by pomścić Luli. |    |                           |            |                   |                                                                        |                      |                      |
| 11 | 11 | The Good Samaritan Killer | nr 106     | Dan Lerner        | Brandon Margolis Brandon Sonnier                                       | 13 stycznia 2014     | 13 marca 2014        |
| Keen prowadzi sprawę seryjnego mordercy, który przed śmiercią okrutnie torturuje swoje ofiary. FBI odkrywa, iż mężczyzna poluje tylko na sprawców przemocy domowej i zadaje im takie same obrażenia jakie sprawcy zadawali swoim ofiarom. Red prowadzi swoje śledztwo próbując namierzyć osoby, które wydały go Anslo Garrickowi. |    |                           |            |                   |                                                                        |                      |                      |
| 12 | 12 | The Alchemist             | nr 101     | Vince Misiano     | Anthony Sparks                                                         | 20 stycznia 2014     | 20 marca 2014        |
| Na celowniku FBI jest morderca o pseudonimie Alchemik, który specjalizuje się w fingowaniu śmierci kryminalistów. Red odkrywa który z pracowników „Poczty” jest zdrajcą. |    |                           |            |                   |                                                                        |                      |                      |
| 13 | 13 | The Cyprus Agency         | nr 64      | Michael Watkins   | Lukas Reiter                                                           | 27 stycznia 2014     | 27 marca 2014        |
| Kolejnym elementem Czarnej Listy jest agencja adopcyjna, która porywa młode i zdolne kobiety, po to by w niewoli, przykute do łóżek mogły rodzić dzieci dla bogatych par zainteresowanym adopcją. Red przesłuchuje Malik, która okazuje się nie być kretem, kobieta podejmuje współpracę w celu identyfikacji prawdziwego zdrajcy. Red dzięki pomocy Malik dociera do Diany Fowler, którą morduje w jej domu a następnie zleca Pani Kaplan posprzątanie miejsca zbrodni. Tom pokątnie spotyka się z Jolene, kobietą którą interesuje się Reddington. |    |                           |            |                   |                                                                        |                      |                      |
| 14 | 14 | Madeline Pratt            | nr 73      | Michael Zinberg   | Jim Campolongo                                                         | 24 lutego 2014       | 3 kwietnia 2014      |
| Madeline Pratt, dawna przyjaciółka Reddingtona wciąga go w ryzykowną grę polegającą na kradzieży posążka z syryjskiej Ambasady. Posążek ma zawierać cenne dla rosyjskiej mafii koordynaty. Po zniknięciu Diany Fowler, Cooper jest przyciskany przez Agenta Waltera Gary’ego Martina, która krytycznie wypowiada się o „Poczcie”. |    |                           |            |                   |                                                                        |                      |                      |
| 15 | 15 | The Judge                 | nr 57      | Peter Werner      | Jonathan Shapiro Lukas Reiter                                          | 3 marca 2014         | 10 kwietnia 2014     |
| Po 12 latach po porwaniu odnajduje się były asystent prokuratora generalnego. Red podejrzewa, iż mężczyzna padł ofiarą Sędziego czyli przestępcy, który mści się na sprawcach pomyłek sądowych i wymierza im takie same kary jakie oni wymierzyli niewinnie skazanym. Elizabeth badając tę sprawę, interesuje się wątkiem Alana Raya Rifkina, który ma zostać wkrótce stracony za zdradę, choć twierdzi iż jest niewinny. Okazuje się, iż Agent Cooper przed laty wsadził Rifkina do więzienia. Po egzekucji Rifkina Cooper zostaje porwany przez Sędziego i „skazany” na śmierć na krześle elektrycznym. Do egzekucji nie dochodzi, ponieważ Red dostarcza dowód, iż Rifkin został słusznie stracony i zemsta Sędziego jest bezzasadna. Tom Keen odmawia Jolene romansu, twierdząc, iż kocha Elizabeth. Jolene przypomina Tomowi, iż Elizabeth to nie tylko jego żona, ale także jego cel. |    |                           |            |                   |                                                                        |                      |                      |
| 16 | 16 | Mako Tanida               | nr 83      | Michael Watkins   | Joe Carnahan John Eisendrath Jon Bokenkamp Patrick Massett John Zinman | 17 marca 2014        | 17 kwietnia 2014     |
| Mako Tanida ucieka z japońskiego więzienia i zabija agenta FBI w ramach zemsty za dawne krzywdy. Wkrótce Japończyk przenosi się do USA gdzie zabija kolejnego agenta, a podczas próby ujęcia także Audrey, dziewczynę Resslera. Agenci FBI dowiadują się, iż kiedy Tanida był w więzieniu, jego biznes był prowadzony przez agenta Bobby’ego Janicę. Ressler zmusza Janice by ten dokonał honorowego samobójstwa. Aby uśmierzyć ból Resslera, Red dostarcza mu paczkę z głową Tanidy. Jolene planuje wprowadzić się do domu nieopodal mieszkania Elizabeth i Toma. Podczas spotkania w kryjówce Tom opowiada Jolene, iż Elizabeth znalazła jego podrabiane paszporty i pieniądze. |    |                           |            |                   |                                                                        |                      |                      |
| 17 | 17 | Ivan                      | nr 88      | Randy Zisk        | J.R. Orci Amanda Kate Shuman                                           | 24 marca 2014        | 24 kwietnia 2014     |
| Przeciwnikiem FBI jest haker, który podszywa się pod legendarnego Ivana. Haker wykrada prototyp urządzenia, dzięki któremu można zhakować całą sieć elektryczną. Po tym jak Tom zabija Jolene i człowieka Reda, Elizabeth znajduje jego kryjówkę. Tomowi udaje się jednak spalić wrażliwe informacje i uciec nie zostając rozpoznanym. Po analizie kryjówki Elizabeth dowiaduje się, iż rezydował w niej Tom. Kobieta zwraca się po pomoc do Reddingtona, który od początku twierdził przed Elizabeth, iż Tom nie jest tym za kogo się podaje. |    |                           |            |                   |                                                                        |                      |                      |
| 18 | 18 | Milton Bobbit             | nr 135     | Steven A. Adelson | Daniel Voll                                                            | 31 marca 2014        | 1 maja 2014          |
| Kolejną osobą z listy Reddingtona jest Milton Bobbit, który zmusza terminalnie chorych ludzi do samobójczych aktów terrorystycznych w zamian za wypłacenie pieniędzy ich rodzinom. Tom i Elizabeth odnawiają przysięgi małżeńskie, gościem na uroczystości jest Craig, rzekomy brat Toma. |    |                           |            |                   |                                                                        |                      |                      |
| 19 | 19 | The Pavlovich Brothers    | nr 119-122 | Paul Edwards      | Elizabeth Benjamin                                                     | 21 kwietnia 2014     | 8 maja 2014          |
| CIA porywa w Chinach Xiao Ping Li, kobietę naukowca która pracuje nad tajną bronią o kryptonimie „White Fog”. Do Waszyngtonu przybywają bracia Pavlovich aby odbić Chinkę, co kończy się sukcesem. Red wykorzystuje obecność bałkańskich gangsterów i zatrudnia ich do porwania Toma. Bracia dostarczają Keena do Elizabeth, która torturuje swojego byłego męża. Podczas przesłuchania Tom oswobadza się i ucieka. FBI udaje się odzyskać od braci Pavlovich Ping Li. |    |                           |            |                   |                                                                        |                      |                      |
| 20 | 20 | The Kingmaker             | nr 42      | Karen Gaviola     | J.R. Orci Lukas Reiter                                                 | 28 kwietnia 2014     | 15 maja 2014         |
| W Czechach przestępca o pseudonimie „The Kingmaker” (szara eminencja) wrabia w morderstwo znanego czeskiego polityka. Kolejnym zleceniem przestępcy jest upozorowanie wypadku amerykańskiego polityka. Red wyznaje Elizabeth, iż zabił jej ojca w szpitalu. |    |                           |            |                   |                                                                        |                      |                      |
| 21 | 21 | Berlin                    | nr 8       | Michael Zinberg   | John Eisendrath Jon Bokenkamp                                          | 5 maja 2014          | 22 maja 2014         |
| 22 | 22 | Berlin Conclusion         | nr 8       | Michael Watkins   | Richard D'ovidio John Eisendrath Jon Bokenkamp Lukas Reiter J.R. Orci  | 12 maja 2014         | 29 maja 2014         |

## Sezon 2 (2014–2015)
| 23 | 1  | Lord Baltimore             | nr 104 | Michael Watkins   | Jon Bokenkamp, John Eisendrath                                    | 22 września 2014     | 6 listopada 2014  |
| Red kontynuuje walkę z Berlinem i natrafia na nowe zagrożenia, człowieka o pseudonimie Lord Baltimore. W życiu Reddingtona pojawia się postać z jego przeszłości. Liz próbuje sobie ułożyć życie po tym, jak poznała prawdziwe oblicze Toma. Gościnnie w tym odcinku występuje Krysten Ritter. |    |                            |        |                   |                                                                   |                      |                   |
| 24 | 2  | Monarch Douglas Bank       | nr 112 | Paul Edwards      | Kristen Reidel, Amanda Kate Shuman, Daniel Knauf                  | 29 września 2014     | 13 listopada 2014 |
| Monarch Douglas Bank w Warszawie zostaje obrabowany. Nie zostają jednak zrabowany pieniądze, co prowadzi FBI do przekonania iż celem bandytów były bankowe informacje. Okazuje się, iż porwana została kobieta, Kaja Tomczak, która dzięki fotograficznej pamięci zapamiętała cenne informacje. Red pomaga Kai dzięki czemu zyskuje dostęp do pieniędzy Berlina. Dzięki tej przewadze, szantażuje Berlina i żąda od niego uwolnienia Naomi (byłej żony Reda). Cooper przyjmuje do swojego oddziału nową osobę, Samar Navabi. |    |                            |        |                   |                                                                   |                      |                   |
| 25 | 3  | Dr. James Covington        | nr 89  | Karen Gaviola     | Lukas Reiter, J.R. Orci                                           | 6 października 2014  | 20 listopada 2014 |
| 26 | 4  | Dr. Linus Creel            | nr 82  | Michael Watkins   | Mike Ostrowski                                                    | 13 października 2014 | 27 listopada 2014 |
| 27 | 5  | The Front                  | nr 74  | Steven A. Adelson | Adam Sussman, Jim Campolongo                                      | 20 października 2014 | 4 grudnia 2014    |
| 28 | 6  | The Mombasa Cartel         | nr 114 | David Platt       | Daniel Knauf                                                      | 27 października 2014 | 11 grudnia 2014   |
| 29 | 7  | The Scimitar               | nr 22  | Karen Gaviola     | J.R. Orci, Lukas Reiter                                           | 3 listopada 2014     | 19 lutego 2015    |
| 30 | 8  | The Decembrist             | nr 12  | Michael Watkins   | John Eisendrath, Jon Bokenkamp                                    | 10 listopada 2014    | 26 lutego 2015    |
| 31 | 9  | Luther Braxton             | nr 21  | Joe Carnahan      | J.R. Orci, Lukas Reiter, John Eisendrath, Jon Bokenkamp           | 1 lutego 2015        | 5 marca 2015      |
| 32 | 10 | Luther Braxton: Conclusion | nr 21  | Michael Watkins   | Kristen Reidel, Vincent Angell, Mike Ostrowski, Jim Campolongo    | 5 lutego 2015        | 12 marca 2015     |
| 33 | 11 | Ruslan Denisov             | nr 67  | Andrew McCarthy   | Jonathan Shapiro, Lukas Reiter                                    | 12 lutego 2015       | 19 marca 2015     |
| 34 | 12 | The Kenyon Family          | nr 71  | David Platt       | Vincent Angell, Daniel Knauf                                      | 19 lutego 2015       | 26 marca 2015     |
| 35 | 13 | The Deer Hunter            | nr 93  | Andrew McCarthy   | Amanda Kate Shuman                                                | 26 lutego 2015       | 2 kwietnia 2015   |
| 36 | 14 | T. Earl King VI            | nr 94  | Steven A. Adelson | Brandon Sonnier, Brandon Margolis                                 | 5 marca 2015         | 9 kwietnia 2015   |
| 37 | 15 | The Major                  | nr 75  | Michael Watkins   | Jon Bokenkamp, John Eisendrath, Lukas Reiter                      | 12 marca 2015        | 16 kwietnia 2015  |
| 38 | 16 | Tom Keen                   | nr 7   | Andrew McCarthy   | J.R. Orci, Lukas Reiter, Jon Bokenkamp, John Eisendrath           | 19 marca 2015        | 23 kwietnia 2015  |
| 39 | 17 | The Longevity Initiative   | nr 97  | Donald Thorin Jr. | Lukas Reiter, J.R. Orci                                           | 26 marca 2015        | 30 kwietnia 2015  |
| 40 | 18 | Vanessa Cruz               | nr 117 | Guy Ferland       | Vincent Angell, Daniel Knauf                                      | 2 kwietnia 2015      | 7 maja 2015       |
| 41 | 19 | Leonard Caul               | nr 62  | Michael Waxman    | Brandon Margolis, Brandon Sonnier, Kristen Reidel, Jim Campolongo | 23 kwietnia 2015     | 14 maja 2015      |
| 42 | 20 | Quon Zhang                 | nr 87  | Karen Gaviola     | J.R. Orci, Lukas Reiter                                           | 30 kwietnia 2015     | 21 maja 2015      |
| 43 | 21 | Karakurt                   | nr. 55 | Steven A. Adelson | Daniel Knauf                                                      | 7 maja 2015          | 28 maja 2015      |
| 44 | 22 | Tom Connolly               | nr. 11 | Michael Watkins   | John Eisendrath, Jon Bokenkamp                                    | 14 maja 2015         | 4 czerwca 2015    |

## Sezon 3 (2015−2016)
| 45 | 1  | The Troll Farmer           | 38   | Michael Watkins   | Jon Bokenkamp, John Eisendrath                                           | 1 października 2015  | 11 listopada 2015 |
| Red i Keen ukrywają się przed FBI. Aby uniknąć zatrzymania korzystają z usług Troll Farmera, człowieka który wraz ze swoim zespołem potrafi manipulować mediami społecznościowymi po to by szerzyć nieprawdziwe informacje. Dzięki pomocy Trolla Redowi udaje się zbiec. Agentka Keen aby uniknąć aresztowania wdziera się na teren placówki dyplomatycznej Rosji i stwierdza, iż jest rosyjską agentką – Mashą Rostovą, pracująca dla FSB. Red, aby zyskać przewagę psychologiczną, wydaje Resslerowi Troll Farmera. |    |                            |      |                   |                                                                          |                      |                   |
| 46 | 2  | Marvin Gerard              | 80   | Andrew McCarthy   | J.R. Orci, Lukas Reiter, Daniel Knauf, Brandon Sonnier, Brandon Margolis | 8 października 2015  | 18 listopada 2015 |
| Agentka Keen jest przesłuchiwana w rosyjskiej placówce dyplomatycznej. Red orientuje się, iż Cabal wykorzysta Rosjan by zabić Keen, aby do tego nie dopuścić, poleca Resslerowi odbicie agentki. Keen ucieka, podczas ataku Resslera na konwój dyplomatyczny, a następnie spotyka się z Redem w jadalni. Podczas obiadu Red okrążony przez FBI, bierze zakładników i żąda dostarczenia Marvina Gerarda, genialnego prawnika, który odsiaduje karę więzienia. Po dostarczeniu Gerarda, Red organizuje ucieczkę z jadalni, zwracając prawnikowi wolność, który w zamian za nią ma rozkodować Fulcrum. Red i Keen uciekają statkiem przed FBI. Dembe jest torturowany, po to by wyjawił miejsce ukrycia Reda. Tom Keen oferuje Resslerowi pomoc. |    |                            |      |                   |                                                                          |                      |                   |
| 47 | 3  | Eli Matchett               | 72   | Steven A. Adelson | Lukas Reiter, J.R. Orci                                                  | 15 października 2015 | 25 listopada 2015 |
| Red i Liz kontynuują ucieczkę dostając się do Iowa, po to by zniszczyć jednego z pomocników Cabal. Ressler wraz ze swoją ekipą kontynuują poszukiwania. Cooper zwraca się po pomoc do Toma Keena. Red prosi swojego starego sojusznika by namierzył Dembe. |    |                            |      |                   |                                                                          |                      |                   |
| 48 | 4  | The Djinn                  | 43   | Omar Madha        | Daniel Cerone                                                            | 22 października 2015 | 2 grudnia 2015    |
| Reddington i Liz włamują się mieszkania Arama i proszą go o pomoc w namierzeniu kolejnej postaci z czarnej listy – „The Djinna”, który realizuje zlecenia fantazyjnych zemst. Reddington wierzy, iż poznanie Djinna pomoże mu dotrzeć do Cabal. Tropiąc Djinna, Reddington i Liz odkrywają iż postać ta jest powiązana z pewną wpływową muzułmańską rodziną. Tom współpracując z Cooperem przyjmuje nową tożsamość, po to by złapać Karakurta. Dembe udaje się uciec, jednakże zostaje zdradzony przez Vargasa. |    |                            |      |                   |                                                                          |                      |                   |
| 49 | 5  | Arioch Cain                | 50   | Alex Zakrzewski   | Dawn DeNoon                                                              | 29 października 2015 | 9 grudnia 2015    |
| Na darknetowej stronie zostaje umieszczone ogłoszenie, w którym zagwarantowana jest nagroda dla osoby, która zabije Liz. Reddington oraz FBI pracują nad tym, by ogłoszenie zniknęło, jednak samo dotarcie do właściciela strony WWW okazuje się niewystarczające, ponieważ tylko zleceniodawca może anulować ogłoszenie. W międzyczasie Reddington i Liz wpadają w pułapkę zastawioną przez Vargasa, który współpracuje z Solomonem. Ciężko ranny Dembe ratuje Reda i Liz. Reddington zabija Vargasa, jednakże Solomonowi udaje się uciec. Aby uchronić Liz przed kolejnymi atakami, Reddington finguje jej śmierć, następnie wraz z Liz dociera do nastolatki, która opublikowała ogłoszenie. Dziewczyna chciała się zemścić za śmierć swojej matki, do której jej zdaniem doprowadziła Liz. Ressler zeznaje przed komisją, co doprowadza do przymusowej kooperacji pomiędzy FBI a dyrektorem agendy CIA – Peterem Kotsiopulosem, który jest jednocześnie liderem Cabal. Tom kontynuuje misję zleconą przez Coopera. Zabija gangstera, któremu Asher Sutton dłużny jest pieniądze. |    |                            |      |                   |                                                                          |                      |                   |
| 50 | 6  | Sir Crispin Crandall       | 86   | Ami Canaan Mann   | Dave Thomas                                                              | 5 listopada 2015     | 16 grudnia 2015   |
| Dyrektor wykorzystuje swoją obecność w FBI by pozyskiwać informacje na temat Keen i Reddingtona. Reddington po raz kolejny współpracuje z Resslerem, po to by dostać się do sir Crispina Crandalla. Szalonego miliardera, który specjalizuje się w krionice. Crandall spędza czas w swoim samolocie-laboratorium, w którym realizuje plan zachowania ludzkiej rasy, polegający na porwaniu czołowych ludzi nauki i pozyskaniu ich mózgów. Jednym z zakładników/pacjentów Crandalla jest doradca Cabal, którego odciski palców są potrzebne Reddingtonowi po to by opróżnić zawartość depozytu z ważnymi informacjami. Dyrektor wprowadza dywersję w FBI, po to by jego ludzie jako pierwsi dostali się do Crandalla. W międzyczasie Tom Keen zostaje porwany wraz z Asherem Suttonem. Keen zostaje zmuszony do zabicia Suttona, ostatecznie jednak uwalnia się i porywa Karakurta. |    |                            |      |                   |                                                                          |                      |                   |
| 51 | 7  | Zal Bin Hasaan             | 31   | Michael Watkins   | Brandon Sonnier, Brandon Margolis                                        | 12 listopada 2015    | 25 marca 2016     |
| W 1992 roku w Tehereanie zostają zamordowani rodzice Samar Navabi. Świadkami egzekucji są: Samar i jej brat. Zgodnie z opowieścią Samar, jej brat miał później zginąć podczas zamachu w Egipcie. Reddington poszukuje terrorysty Zala Bina Hasaana, po to by użyć go jako karty przetargowej. Hasaan zaś dokonuje porwania pracowników pewnej firmy komputerowej. Ressler i Navabi namierzają porywaczy i z pomocą Mossadu dokonują szturmu. Rzekomy Hasaan ucieka, zaś agenci odbijają kilku zakładników, którzy zostają przetransportowani do placówki Mossadu. Wśród ocalonych Navabi rozpoznaje zmarłego przed laty brata. Reddington dociera do mężczyzny, który uciekł podczas szturmu FBI i Mossadu, podczas tortur mężczyzna zaprzecza jakoby był Hasaan. W tej sytuacji Reddington orientuje się, iż prawdziwy Hasaan został wzięty za zakładnika i przetransportowany do Mossadu. Red kontaktuje się z Navabi, wówczas gdy rzekomi zakładnicy przejmują placówkę Mossadu. Hasaanem okazuje się być brat Navabi. Navabi wraz z agentem Mossadu niszczą listę tajnych współpracowników, po to by nie wpadła w ręce ludzi Hasaana. Ostatecznie Hasaan zostaje pojmany przez Reda i użyty przez niego jako karta przetargowa, w celu umówienia ważnego spotkania. Agent Ressler aresztuje Solomona, który czekał w azjatyckiej restauracji i Liz i Reda. Solomon zostaje przywieziony na „Pocztę”, gdzie Dyrektor go torturuje, w celu stworzenia pozorów, iż nie jest z nim powiązany. Zamiary Dyrektora zostają jednak przejrzane, co doprowadza do oddelegowania go z placówki FBI. Tom Keen dostarcza Karakurta do mieszkania Coopera. Karakurt próbuje popełnić samobójstwo, ale zostaje odratowany przez żonę Coopera, która jest zdruzgotana tym, iż w jej mieszkaniu jest przetrzymywany zakładnik. Tom spotyka się z Liz i mówi jej o uprowadzeniu Karakurta.                                                                                 |    |                            |      |                   |                                                                          |                      |                   |
| 52 | 8  | Kings of the Highway       | 108  | Terrence O’Hara   | Brian Studler                                                            | 19 listopada 2015    | 1 kwietnia 2016   |
| Reddington zostaje przypadkowo porwany podczas pobytu na stacji benzynowej wraz z Liz. Porywacze, określający się jako „Kings of the Highway” nie są świadomi kogo porwali. Liz wszczyna alarm i prosi Samar i zlokalizowanie telefonu Reda. Agentka Navabi udziela pomocy, korzystając z laptopa Resslera, co prowadzi do jej zwolnienia z FBI (przy udziale Arama). W tym czasie Cooper wraz z żoną i Tomem Keenem przewożą Karakurta. Okazuje się, iż mężczyzna posiada nadajnik, dzięki któremu jest tropiony przez ludzi Solomona. Keen wycina nadajnik i gubi pościg. W międzyczasie Liz dociera do jednego z członków „Kings of the Highway” po to by uwolnić Reda. Ostatecznie, podczas akcji uwolnienia Reda, Liz zostaje aresztowana przez Resslera. Reven Wright zostaje zamordowana, próbując dociec prawdy dotyczącej Cabal. |    |                            |      |                   |                                                                          |                      |                   |
| 53 | 9  | The Director               | 24   | Mary Lambert      | Daniel Cerone                                                            | 7 stycznia 2016      | 8 kwietnia 2016   |
| Dyrektor pod pozorem zagrożenia terrorystycznego próbuje odebrać Elizabeth z aresztu FBI, po to by ją zgładzić. Aram zmienia jednak kod do klatki, w której przetrzymywana jest agentka. W tym samym czasie Ressler jedzie pomóc Tomowi Keenowi, który przetrzymuje Karakurta w domku w lesie. Dom zostaje zaatakowany przez Solomona i jego ludzi. Aby zmusić Arama do otwarcia klatki, Dyrektor psuje wentylację, w wyniku czego Keen traci oddech. Aram aby ją ratować, podaje kod. Reddington wraz z Navabi szantażuje wenezuelskiego ministra. Tom Keen i Ressler odpierają atak w domku w lesie, w ostatniej chwili wspiera ich także Cooper. Ludzie Solomona giną, a on sam zostaje aresztowany i odstawiony do „Poczty”. Dyrektorowi nie udaje się wyprowadzić Keen z budynku. Ressler orientuje się, iż Reven Wright została zamordowana. |    |                            |      |                   |                                                                          |                      |                   |
| 54 | 10 | The Director, Conclusion   | 24   | John Terlesky     | Lukas Reiter                                                             | 14 stycznia 2016     | 15 kwietnia 2016  |
| Liz zostaje dowieziona do sądu, gdzie w areszcie czeka na rozprawę. Pilnuje ją Ressler. Laurel Hitchin wynajmuje osobę, która ma zgładzić Liz podczas transportu. W tym czasie Reddington kompletuje zespół, do którego dołącza też Aram. Celem zespołu jest porwanie Dyrektora i przekazanie go Wenezuelczykom, którzy oskarżają go o zbrodnie wojenne i mają zamiar doprowadzić do sądu w Hadze. Po porwaniu, będąc na pokładzie samolotu, Reddington negocjuje warunki z Laurel. Kobieta decyduje się odstąpić od zarzutów wobec Liz, przypisując jej tylko zabójstwo Toma Connolly’ego, za to zabójstwo Liz dostaje jednak wyrok w zawieszeniu. Laurel negocjuje też pozbycie się Dyrektora, który zostaje przez Reddingtona zamordowany. Tom Keen doprowadza do sądu Karakurta, który bierze na siebie zarzuty wobec Liz. Laurel Hitchin publicznie oczyszcza Elizabeth z zarzutów. Reddington po zabiciu Dyrektora, składa wizytę u Laurel i rozmawia o swojej pozycji w Cabal. |    |                            |      |                   |                                                                          |                      |                   |
| 55 | 11 | Mr. Gregory Devry          | 95   | Alex Zakrzewski   | Daniel Knauf                                                             | 21 stycznia 2016     | 22 kwietnia 2016  |
| Liz odnajduje się w nowej roli jako współpracowniczka FBI, niebędąca agentką. Ze względu na niedawne wydarzenia, kobieta ma problemy ze znalezieniem mieszkania. Międzynarodowy przestępca, Marcus Caligiuri zabija pracownice Pani Kaplan, a jej samej poleca przekazać wiadomość dla Reddingtona. Marcus wie o współpracy Raymonda z FBI. Reddington kieruje FBI do mężczyzny, który uważa iż to on jest prawdziwym Reddingtonem. Rzekomy prawdziwy Reddington oznajmia, iż Marcus zamierza porwać ważną dyrektor FBI, po to by wydobyć od niej potwierdzenie współpracy Raymonda z FBI. Do porwania dochodzi, pomimo obecności na miejscu Resslera i Nabvabi. Rzekomo prawdziwy Reddington mówi FBI o cyklicznym zjeździe kryminalistów, który ma się wkrótce odbyć. FBI postanawia wyposażyć mężczyznę w podsłuch i wysłać na miejsce spotkania. Bez wiedzy FBI na spotkaniu gości Raymond, który ponownie jest oskarżany przez Marcusa o współpracę z FBI. Atmosfera się zagęszcza, do momentu aż na salę wchodzi rzekomo prawdziwy Reddington. Raymond stwierdza, iż mężczyzna pod niego się podszywający został najęty przez Marcusa i sam podjął współpracę z FBI, aby oczernić prawdziwego Reddingtona. Marcus nie ma szansy zaoponować, ponieważ Reddington zabija go na oczach innych kryminalistów. Podczas agonii Marcusa, Reddington szepce mu do ucha, iż faktycznie współpracuje z FBI. Po zabiciu Marcusa, Raymond zarządza ewakuację, ze względu na zbliżających się agentów FBI, następnie zabija swojego naśladowcę. Po akcji, Reddington wyjawia Liz, iż naśladowca był jego przyjacielem i naprawdę nazywał się Gregory Devry. Reddington zabił go, ponieważ mężczyzna i tak był nieuleczalnie chory. Tom Keen proponuje Liz kolejne małżeństwo. Liz zostaje zaatakowana na ulicy przez chuliganów, którzy łamią jej żebra. W szpitalu kobieta dowiaduje się, iż obrażenia są niegroźne, lekarz oznajmia jej również, że jest w ciąży. |    |                            |      |                   |                                                                          |                      |                   |
| 56 | 12 | The Vehm                   | 132  | Michael Watkins   | Vincent Angell                                                           | 28 stycznia 2016     | 29 kwietnia 2016  |
| Ressler i Navabi pracują razem, ale dalej się nie dogadują. Cooper zmuszony jest do spania na „Poczcie” z powodu separacji z Charlene. FBI rozpracowuje grupę Vehm, która w okrutny sposób (za pomocą średniowiecznych tortur) pozbawia życia pedofilii. Reddington wątpi, aby wszystkie ofiary grupy były pedofilami. FBI udaje się częściowo rozbić grupę Vehm, wychodzi na jaw, iż grupa składa się z osób, które w przeszłości także miały skłonności pedofilskie, ale dokonały na sobie kastracji. Przełożonym grupy okazuje się być pewien ksiądz, który za pomocą zleceń dla Vehm usuwał ludzi, którzy prali pieniądze i stanowi dla księdza konkurencje. Reddington, za pomocą fortelu przejmuje kontrolę nad Vehm i wydaje im polecenie by zabili księdza, który manipulował grupą. Liz kontaktuje się z agencją adopcyjną, aby oddać swoje dziecko po porodzie. Reddington organizuje całodobową ochronę Liz. |    |                            |      |                   |                                                                          |                      |                   |
| 57 | 13 | Alistair Pitt              | 103  | Bill Roe          | Nicole Phillips, Adam Sussman                                            | 4 lutego 2016        | 6 maja 2016       |
| Tematem odcinka jest tajemnicza organizacja Promnestria, na czele której stoi Alastair Pitt. Mężczyzna pracuje jako rozjemca pomiędzy przestępcami. Pitt podejmuje się mediacji, pomiędzy dwoma zwalczającymi się rodzinami mafijnymi. Obie familie trudnią się dystrybucją narkotyków. Pitt proponuje, aby dzieci bossów wzięły ślub, co spowoduje, iż dwie konkurencyjne rodziny połączą się więzami krwi. Podczas wesela gości Reddington, zaś Dembe przypadkiem podsłuchuje, iż głowa jednej z rodzin zamierza zdradzić i podczas uroczystości, zamordować członków drugiej rodziny. Reddington postanawia wywabić Pitta, który w ukryciu obserwuje wesele, w tym celu oświadcza, iż ceną wesela było zabicie niewinnej osoby, dotychczasowej narzeczonej Pana Młodego. Pitt wychodzi z ukrycia, a chwilę później rozpoczyna się strzelanina, podczas której interweniuje FBI i DEA. Wszyscy zostają zaaresztowani, poza Pittem, który zostaje uprowadzony przez Reddingtona. Red morduje także agenta DEA, który przeszkadza mu w ucieczce. Okazuje się, iż Alistair Pitt w przeszłości skrzywdził kobietę, którą kochał Reddington. Kobieta została zmuszona do zawarcia aranżowanego małżeństwa z nieobliczalnym mężczyzną. Mężczyzna ten dotkliwie pobił swoją żonę i doprowadził ją do trwałego inwalidztwa. Red w ramach zemsty, zabija Alistaira Pitta. Tom Keen kontaktuje się z Giną Zanetakos (postacią z listy Reddingtona). Kobieta proponuje mu udział w napadzie na jubilera. Liz ma problem z załatwieniem adopcji dla swojego przyszłego dziecka. |    |                            |      |                   |                                                                          |                      |                   |
| 58 | 14 | Lady Ambrosia              | 77   | Tim Hunter        | Taylor Martin                                                            | 11 lutego 2016       | 13 maja 2016      |
| Po tym jak niepełnosprawne dziecko, które zaginęło kilka lat wcześniej, odnajduje się, Reddington wprowadza zespół w sprawę Lady Ambrosii. Kobieta ta porywa dzieci specjalnej troski, które są niechciane przez rodziców, wychowuje je do 12 roku życia, a następnie w dniu ich 12 urodzin zabija je w trakcie magicznego spektaklu, który jest jednocześnie pokazem dla pozostałych dzieci. Lady Ambrosii pomaga jej niepełnosprawny syn oraz partner. Reddingtonowi udaje się porwać partnera, który podczas tortur wyjawia lokalizację ośrodka Lady Ambrosii. Reddington zjawia się w ośrodku, uwalnia jedną z dziewczynek i doprowadza do tego by syn Lady Ambrosii zabił swoją matkę. Po morderstwie, syn sam popełnia samobójstwo, w miejscu w którym zabijane były inne dzieci. Oddział FBI uwalnia pozostałe dzieci. Reddington zjawia się u matki uratowanej dziewczynki, oddaje jej dziecko w zamian za akta Kateriny Rostovej. Tom zostaje zdradzony przez Ginę, która każe go rozstrzelać a następnie spalić jego zwłoki w furgonetce. Ciężko ranny Tom resztkami sił dociera do przypadkowego domostwa, dzięki czemu zostaje zabrany do szpitala. |    |                            |      |                   |                                                                          |                      |                   |
| 59 | 15 | Drexel                     | 113  | Anton Cropper     | Dave Metzger                                                             | 18 lutego 2016       | 20 maja 2016      |
| Współwłaściciel firmy informatycznej zostaje zamordowany przez Drexela, seryjnego mordercę artystę. FBI odkrywa, iż Drexel posiadł tajną technologię NSA, która umożliwia włamanie na dowolny komputer na świecie. W mieszkaniu Drexela FBI odkrywa obraz, na którym Liz stoi nad grobem Reddingtona. W związku z tym obrazem, Raymond usiłuje dotrzeć do Drexela, co mu się udaje dzięki zastosowaniu fortelu. Okazuje się, iż ofiara Drexela prowadziła wraz ze wspólnikiem nielegalną działalność, polegającą na udostępnianiu przez internet zhakowanych nagrań z kamer internetowych prywatnych użytkowników. Tom przebywa w szpitalu, gdzie opiekuje się nim doktor Nik. Reddington pomaga Tomowi uniknąć odpowiedzialności za kradzież u jubilera. Liz decyduje się nie oddawać dziecka do adopcji. |    |                            |      |                   |                                                                          |                      |                   |
| 60 | 16 | The Caretaker              | 78   | Don Thorin Jr.    | Dave Thomas                                                              | 25 lutego 2016       | 3 czerwca 2016    |
| Amerykańscy rządowy urzędnik zostaje zamordowany przez Chińczyków, w ramach zemsty za zamordowania chińskiego oficjela w USA. Okazuje się, iż Caretaker, osoba której różne instytucje składały do depozytu tajemnice, zaczął ujawniać sekrety, po tym jak jego córka została porwana. Caretaker zostaje ujęty, podczas wydobywania z grobu dokumentów na temat kontraktu linii lotniczych i strony niemieckiej. Dalsze śledztwo prowadzi grupę FBI do udaremnienia zamachu terrorystycznego. Córka Caretakera zostaje uwolniona przez Resslera i Navabi. Okazuje się, iż porwanie zostało sfingowane przez córkę, która w ten sposób chciała uciec od Caretakera, który nie był jej prawdziwym ojcem, uprowadził ją kiedy była dziecka. Tom konfrontuje się z Giną, żąda by ona i Major dali mu spokój. Reddington podczas sprawy Caretakera, pozyskuje jego dziennik, który zawiera informacje o matce Keen. |    |                            |      |                   |                                                                          |                      |                   |
| 61 | 17 | Mr. Solomon                | 32   | Eagle Egilsson    | Brian Studler                                                            | 7 kwietnia 2016      | 10 czerwca 2016   |
| Cabal organizuje egzekucję Solomona, który ma zginąć podczas próby ucieczki z konwoju. Solomon tuż przed wykonaniem wyroku zostaje uratowany przez nieznaną mu organizację. FBI podejrzewa, iż Solomon został uwolniony, po to by móc wykraść głowice nuklearne. FBI udaje się aresztować wspólniczkę Solomona (Nez), która zgadza się mówić, w zamian za immunitet. Wojsko, w obliczu zagrożenia nuklearnego, przystaje na ten układ. Informacje pozyskane od kobiety, okazują się bezwartościowe. W międzyczasie Liz i Tom zamierza się pobrać, pomimo obiekcji Reddingtona. Cooper decyduje się udzielić ślubu. Tuż przed uroczystością do Toma przychodzi Major i Gina. Major oznajmia, iż Tom nie może opuścić jego organizacji, po czym przystępuje do wykonania wyroku śmierci. Gina ratuje Toma i zabija Majora. Reddington orientuje się, iż celem Solomona nie były głowice nuklearne, zamierzał on porwać Liz i dostarczyć do swoich nowym mocodawców. Reddington wraz ze swoimi ludźmi udaje się do kościoła, w którym Liz i Tom biorą ślub. W kościele znajduje się także Navabi, Aram i Cooper. Budynek zostaje otoczony przez Solomona i jego ludzi. Wywiązuje się strzelanina, w wyniku której większość ludzi Reddingtona ponosi śmierć. Na miejsce dociera także Ressler. Tom i Liz uciekają spod kościoła samochodem. |    |                            |      |                   |                                                                          |                      |                   |
| 62 | 18 | Mr. Solomon: Conclusion    | 32   | John Terlesky     | Daniel Cerone                                                            | 14 kwietnia 2016     | 17 czerwca 2016   |
| Solomon ściga Liz i Toma używając namierzania satelitarnego. Solomon doprowadza do wypadku samochodowego, w którym Liz zostaje ciężko ranna. Pani Kaplan zabiera Toma i Liz do sekretnego miejsca, w którym Reddington zorganizował prowizoryczny szpital. Doktor Nik doprowadza do cesarskiego cięcia, które ratuje życie dziecka. Dziewczynka dostaje imię – Agnes. Stan Liz jest jednak krytyczny i wymaga ona transportu do prawdziwego szpitala. Reddington organizuje transport, obawiając się, iż ludzie Solomona zaatakują podczas przejazdu Liz do placówki medycznej. Fortel polegający na wysłaniu pustego ambulansu tylko na chwilę dezorientuje Solomona, ostatecznie mężczyzna zatrzymuje transport wiozący Liz i dochodzi do kolejnej wymiany ognia. FBI udaje się zabić ludzi Solomona, on sam jednak ucieka. Liz nie doczekawszy pomocy medycznej umiera w karetce na oczach Reddingtona. Oddział FBI jest zdewastowany śmiercią agentki. Reddington zabrania zabrać ciało Liz do kostnicy, zaś sam powraca do Toma, który zajmuje się Agnes. |    |                            |      |                   |                                                                          |                      |                   |
| 63 | 19 | Cape May                   | brak | Michael Watkins   | Daniel Knauf                                                             | 21 kwietnia 2016     | 24 czerwca 2016   |
| Red wykupuje kurs taksówką na Cape May w New Jersey. Podczas pobytu, na plaży ratuje kobietę, która usiłuje popełnić samobójstwo. Okazuje się, iż kobieta jest w pewien sposób powiązana z Reddingtonem. Oboje spędzają czas w domku nad morzem. Red zwierza się ze swoich uczuć po śmierci Liz, martwi się także przyszłością Agnes. Dom zostaje zaatakowany przez napastników, uratowana kobieta i Red odpierają atak. Nazajutrz kobieta po raz kolejny próbuje utopić się w morzu a Red tym razem nie jest w stanie jej uratować. Po rozmowie z mężczyzną na plaży, Red dochodzi do wniosku iż kobieta była tylko wytworem jego wyobraźni, wspomnieniem po Katarinie Rostovej. |    |                            |      |                   |                                                                          |                      |                   |
| 64 | 20 | The Artax Network          | 41   | Don Thorin Jr.    | Dawn DeNoon                                                              | 28 kwietnia 2016     | 1 lipca 2016      |
| Oddział FBI bierze udział w pogrzebie Liz. Cooper wygłasza laudację. Na uroczystości nie pojawia się Reddington, który udaje się do dziadka Liz od strony jej matki. Dziadek Dom ma żal do Reda, iż Liz nigdy nie dowiedziała się o jego istnieniu. Reddington wbrew woli Doma, zostaje w jego domu, prosząc gospodarza by pojechał po butelkę Whisky. Po pogrzebie oddział FBI usiłuje namierzyć morderców Liz. Aram odkrywa, iż pracownicy Solomona używali przestarzałej sieci satelitów aby namierzać Elizabeth. Aram prosi Reda, by pomógł jednostce, ten jednak początkowo odmawia, by ostatecznie powrócić do pracy. Jednostka FBI likwiduje centrum dowodzenia Artax Network, jednakże pracownikom udaje się uciec oraz zniszczyć dowody przestępczej działalności. FBI trafia na ślad tajemniczej kobiety (w tej roli Famke Janssen), która mogła być zleceniodawcą Solomona. |    |                            |      |                   |                                                                          |                      |                   |
| 65 | 21 | Susan Hargrave             | 18   | Andrew McCarthy   | J.R. Orci, Lukas Reiter, Vincent Angell, Daniel Cerone, Brian Studler    | 5 maja 2016          | 8 lipca 2016      |
| Red informuje oddział FBI, iż za próbą porwania Liz stała Susan Hargrave (Famke Janssen). Tom Keen decyduje się pomóc i zostaje współpracownikiem oddziału FBI. Reddington podejmuje ryzykowną grę z Hargrave, ryzykując własne życie. Ostatecznie udaje mu się ją przechytrzyć i zmusić do zeznań. Susan oznajmia, iż osobą odpowiedzialną za śmierć Liz jest Alexander Kirk. |    |                            |      |                   |                                                                          |                      |                   |
| 66 | 22 | Alexander Kirk             | 14   | Michael Dinner    | Jon Bokenkamp, John Eisendrath                                           | 12 maja 2016         | 15 lipca 2016     |
| Reddington organizuje wielką koalicję przeciwko Alexandrowi Kirkowi: łącząc siły FBI z zespołem Susan Hargrave. Tom chcąc pomóc, zostaje włączony do trzyosobowego zespołu wraz z Solomonem i Nez. Reddington aby wywabić Kirka z ukrycia, postanawia ukraść 300 mln dolarów, które Kirk przeznaczył na finansowanie kampanii prezydenckiej senatora Diaza. Plan kradzieży pieniędzy jest wieloetapowy. Tom, Solomon i Nez włamują się do banku, po to by umożliwić FBI dostęp do pieniędzy Kirka. Okazuje się jednak, iż konto jest zabezpieczone skanem siatkówki Petera Pruitta, który przebywa w ambasadzie Turcji w Berlinie. Tom, pracując dalej z Solomonem i Nez porywa mężczyznę z placówki, co umożliwia FBI kradzież 300 mln dolarów. Podczas akcji Tom strzela do Solomona, winiąc go za śmierć Liz. Zamierza również zabić Susan, ale Reddington go powstrzymuje, tłumacząc iż kobieta skrywa wiele sekretów. Reddington informuje także Toma, iż Susan jest jego biologiczną matką. |    |                            |      |                   |                                                                          |                      |                   |
| 67 | 23 | Alexander Kirk: Conclusion | 14   | Bill Roe          | Lukas Reiter, J.R. Orci                                                  | 19 maja 2016         | 22 lipca 2016     |
| Red konstruuje kolejną intrygę po to by ściągnąć do USA Alexandra Kirka. Reddington szczerze rozmawia z Cooperem i informuje go, iż po zabiciu Kirka nie będzie już współpracował z FBI. Cooper rozmawia z Navabi na temat planów Reda, wspólnie dochodzą do wniosku, iż pozwolą Raymondowi na zabicie Kirka. Red poleca swoim ludziom opanować budynek i zorganizować stanowisko snajperskie w oczekiwaniu na przybycie Kirka. Ressler, w przeciwieństwie do innych osób z FBI, zjawia się na miejscu i grozi Reddingtonowi bronią, zabraniając mu zabicie Kirka. Reddington zwalnia z obowiązków swojego snajpera i sam staje za lunetą karabinu, ignorując Resslera, który ostatecznie odpuszcza. Kirka nie pojawia się jednak, wysyłając na spotkanie swojego prawnika. Tom i Agnes są tropieni przez ludzi Kirka. Tom wraz z małą córeczką ucieka na Kubę, wyswobadzając się spod ochrony Pani Kaplan i jej ludzi. Red dowiedziawszy się o ucieczce Toma, wpada w furię. Dowiaduje się, iż Kaplan pomogła Tomowi uciec. Po konfrontacji z nią, Red dowiaduje się, iż Tom i Agnes udali się do Liz. Kaplan wyjawia tajemnicę, polegającą na sfingowaniu śmierci Liz, po to by Red dał jej spokój. Mieszkanie na Kubie zostaje zaatakowane przez ludzi Kirka. Liz zostaje porwana i dostarczona Kirkowi, który twierdzi iż jest jej ojcem, ponieważ wcześniej nazywał się Konstantin Rostov. Red i Kaplan udają się na Kubę, gdzie zastają puste mieszkanie po Tomie, Liz i Agnes. Miejsce nosi ślady walki. Odcinek kończy się cliffhangerem: nie zostaje ujawnione co się stało z Tomem i Agnes, po tym jak zostali porwani przez ludzi Kirka. Pogrążony w rozpaczy Red mierzy do Kaplan z broni i zastanawia się, czy powinien ją zabić. |    |                            |      |                   |                                                                          |                      |                   |

## Sezon 4 (2016−2017)
| 68 | 1  | Esteban                     | 79  | Michael Watkins    | Jon Bokenkamp, John Eisendrath                                          | 22 września 2016     | 19 stycznia 2017 |
| Liz przebywa w niewoli u swojego rzekomego ojca Alexandra Kirka. Liz próbuje zorganizować akcję ratunkową, jednocześnie zastanawiając się co zrobić z Kaplan. Tom, który opiekuje się Agnes zostaje napadnięty. Dziecko zostaje porwane, zaś Tom cudem uchodzi z życiem. Red kontaktuje się z Estebanem, który współpracuje z CIA. Prosi mężczyznę o pomoc w odnalezieniu Kirka. Ostatecznie Red poznaje lokację, w której więziona jest Liz, lecz dociera tam za późno by odbić kobietę, ale udaje mu się odzyskać Agnes. Wkrótce jednak jeden z ludzi Kirka o imieniu Mato atakuje samochód Reddingtona i ponownie porywa dziewczynkę. Oddział FBI dowiaduje się o tym, iż śmierć Liz była mistyfikacją, pracownicy biura źle reagują na tę wiadomość. |    |                             |     |                    |                                                                         |                      |                  |
| 69 | 2  | Mato                        | 66  | Andrew McCarthy    | Daniel Cerone                                                           | 29 września 2016     | 26 stycznia 2017 |
| Kirk zabiera Liz do jej rzekomego domu rodzinnego, w którym kobieta przypomina sobie o swojej matce. Reddington ściga Mato z pomocą Kaplan. Dociera do niego i uzyskuje od mężczyzny informację o miejscu pobytu Liz. Po zamordowaniu Mato, Red kontaktuje się z FBI i wyjawia miejsce przetrzymywania Liz. Grupie udaje się odbić Elizabeth, lecz Kirkowi udaje się uciec wraz z informacją o miejscu pobytu Agnes. Po akcji Reddington wywozi Kaplan do lasu, gdzie zamierza ją zabić. Po oddaniu strzału oddala się od miejsca egzekucji, jednakże po chwili okazuje się, iż strzał nie był śmiertelny. |    |                             |     |                    |                                                                         |                      |                  |
| 70 | 3  | Miles McGrath               | 65  | John Terlesky      | Lukas Reiter                                                            | 6 października 2016  | 2 lutego 2017    |
| FBI dalej kontynuuje poszukiwania Agnes i Kirka. Red zleca im odnalezienie Milesa McGratha, człowieka Kirka, dzięki którego możliwe będzie dotarcie do Alexandra. Postrzelona w lesie Kaplan odzyskuje przytomność i podejmuje walkę o swoje życie. |    |                             |     |                    |                                                                         |                      |                  |
| 71 | 4  | Gaia                        | 81  | Bill Roe           | Peter Noah                                                              | 13 października 2016 | 9 lutego 2017    |
| Oddział FBI ściga eko-terrorystę o pseudonimie Gaia, który jest powiązany z Kirkiem. W międzyczasie Tom podejmuje desperacką próbę odzyskania Agnes. Samar składa wniosek o przeniesienie do innego oddziału. Kaplan zostaje odnaleziona w lesie przez pewnego mężczyznę, który zabiera ją do swojego domostwa. Kobieta orientuje się, iż nieznajomy przykuł ją do łóżka. |    |                             |     |                    |                                                                         |                      |                  |
| 72 | 5  | The Lindquist Concern       | 105 | Kurt Kuenne        | Dawn DeNoon                                                             | 20 października 2016 | 16 lutego 2017   |
| FBI zajmuje się kolejnym celem z czarnej listy: mężczyzną który morduje młodych wynalazców. Tom szuka pomocy u Resslera, podczas gdy Red kontynuuje poszukiwania Kirka. |    |                             |     |                    |                                                                         |                      |                  |
| 73 | 6  | The Thrushes                | 53  | Terrence O’Hara    | Daniel Knauf, Dave Metzger                                              | 27 października 2016 | 23 lutego 2017   |
| System komputerowy „Poczty” zostaje zhakowany przez grupę The Thrushes pracującą dla Kirka. Aram odkrywa brutalną prawdę, iż dziewczyna z którą się spotykał wykorzystała go, ponieważ była wtyczką hakerów. Reddington i oddział FBI przygotowują prowokację, aby ostatecznie zlokalizować Kirka. Podczas bardzo trudnej akcji udaje im się odbić Agnes oraz zaaresztować Alexandra Kirka. Kaplan rozmawia z mężczyzną, który uratował ją w lesie po to by ją uwięzić. Kobieta próbuje się oswobodzić. |    |                             |     |                    |                                                                         |                      |                  |
| 74 | 7  | Dr. Adrian Shaw             | 98  | Andrew McCarthy    | Chap Taylor                                                             | 3 listopada 2016     | 2 marca 2017     |
| 75 | 8  | Dr. Adrian Shaw: Conclusion | 98  | Michael Watkins    | Daniel Cerone;                                                          | 10 listopada 2016    | 9 marca 2017     |
| 76 | 9  | Lipet's Seafood Company     | 111 | Don Thorin         | Lukas Reiter, Dave Metzger, Dawn Denoon                                 | 5 stycznia 2017      | 16 marca 2017    |
| 77 | 10 | The Forecaster              | 163 | Edward Ornelas     | Kim Newton                                                              | 12 stycznia 2017     | 23 marca 2017    |
| 78 | 11 | The Harem                   | 102 | Bill Roe           | Marisa Tam                                                              | 19 stycznia 2017     | 30 marca 2017    |
| 79 | 12 | Natalie Luca                | 184 | Michael Watkins    | Noah Schechter                                                          | 2 lutego 2017        | 6 kwietnia 2017  |
| 80 | 13 | Isabella Stone              | 34  | Andrew McCarthy    | Taylor Martin                                                           | 9 lutego 2017        | 4 maja 2017      |
| 81 | 14 | The Architect               | 107 | Christine Gee      | Chap Taylor, Dave Metzger                                               | 16 lutego 2017       | 11 maja 2017     |
| 82 | 15 | The Apothecary              | 59  | Michael Caracciolo | Brian Studler, Marisa Tam                                               | 23 lutego 2017       | 18 maja 2017     |
| 83 | 16 | Dembe Zuma                  | 10  | Jean de Segonzac   | Brandon Margolis, Brandon Sonnier                                       | 20 kwietnia 2017     | 25 maja 2017     |
| 84 | 17 | Requiem                     |     | Terrence O’Hara    | Daniel Cerone                                                           | 20 kwietnia 2017     | 1 czerwca 2017   |
| 85 | 18 | Philomena                   | 61  | Michael Watkins    | Peter Noah                                                              | 20 kwietnia 2017     | 8 czerwca 2017   |
| 86 | 19 | Dr. Bogdan Krilov           | 29  | Don Thorin         | Brian Studler, Marisa Tam, Lukas Reiter, John Eisendrath, Jon Bokenkamp | 4 maja 2017          | 15 czerwca 2017  |
| 87 | 20 | The Debt Collector          | 46  | Bill Roe           | Jon Bokenkamp, Lukas Reiter, Kim Newton, Daniel Cerone                  | 11 maja 2017         | 22 czerwca 2017  |
| 88 | 21 | Mr. Kaplan                  | 4   | Don Thorin         | Lukas Reiter, J.R. Orci, John Eisendrath                                | 18 maja 2017         | 29 czerwca 2017  |
| 89 | 22 | Mr. Kaplan: Conclusion      | 4   | Michael Watkins    | Lukas Reiter, J.R. Orci, John Eisendrath, Jon Bokenkamp, Daniel Cerone  | 18 maja 2017         | 6 lipca 2017     |

## Sezon 5 (2017−2018)
| №   | #  | Tytuł                     | Nr Czarnej listy | Reżyseria           | Scenariusz                                   | Premiera             | Premiera w Polsce AXN |
| --- | -- | ------------------------- | ---------------- | ------------------- | -------------------------------------------- | -------------------- | --------------------- |
| 90  | 1  | Smokey Putnam             | 30               | Bill Roe            | Jon Bokenkamp, John Eisendrath               | 27 września 2017     | nieemitowany          |
| 91  | 2  | Greyson Blaise            | 37               | Don Thorin          | Lukas Reiter, Jon Bokenkamp                  | 4 października 2017  | nieemitowany          |
| 92  | 3  | Miss Rebecca Thral        | 76               | Adam Weisinger      | Jonathan Shapiro, Taylor Martin              | 11 października 2017 | nieemitowany          |
| 93  | 4  | The Endling               | 44               | Michael Watkins     | Noah Schechter                               | 18 października 2017 | nieemitowany          |
| 94  | 5  | Ilyas Surkov              | 54               | Kurt Kuenne         | Brandon Margolis, Brandon Sonnier            | 25 października 2017 | nieemitowany          |
| 95  | 6  | The Travel Agency         | 90               | Terrence O’Hara     | Carla Kettner                                | 1 listopada 2017     | nieemitowany          |
| 96  | 7  | The Kilgannon Corporation | 48               | Jean de Segonzac    | Lukas Reiter                                 | 8 listopada 2017     | nieemitowany          |
| 97  | 8  | Ian Garvey                | 13               | Bill Roe            | John Eisendrath, Jon Bokenkamp               | 15 listopada 2017    | nieemitowany          |
| 98  | 9  | Ruin                      |                  | Michael Caracciolo  | Sean Hennen                                  | 3 stycznia 2018      |                       |
| 99  | 10 | The Informant             | 118              | Paul Holahan        | Noah Schechter                               | 10 stycznia 2018     |                       |
| 100 | 11 | Abraham Stern             | 100              | Andrew McCarthy     | Dave Metzger, Jon Bokenkamp, John Eisendrath | 17 stycznia 2018     |                       |
| 101 | 12 | The Cook                  | 56               | Slovan „Slick” Naim | Peter Noah                                   | 31 stycznia 2018     |                       |
| 102 | 13 | The Invisible Hand        | 63               | Andrew McCarthy     | Jonathan Shapiro, Lukas Reiter               | 7 lutego 2018        |                       |
| 103 | 14 | Mr. Raleigh Sinclair III  | 51               | Christine Gee       | Kelli Johnson                                | 28 lutego 2018       |                       |
| 104 | 15 | Pattie Sue Edwards        | 68               | Donald Thorin Jr.   | Carla Kettner                                | 7 marca 2018         |                       |
| 105 | 16 | The Capricorn Killer      | 19               | Bill Roe            | Taylor Martin                                | 14 marca 2018        |                       |
| 106 | 17 | Anna-Gracia Duerte        | 25               | Michael Caracciolo  | Lukas Reiter, Jonathan Shapiro               | 4 kwietnia 2018      |                       |
| 107 | 18 | Zarak Mosadek             | 23               | Terrence O’Hara     | Sean Hennen                                  | 11 kwietnia 2018     |                       |
| 108 | 19 | Ian Garvey: Conclusion    | 13               | Cort Hessler        | Carla Kettner, Katie Bockes                  | 25 kwietnia 2018     |                       |
| 109 | 20 | Nicholas T. Moore         | 110              | Solvan „Slick” Naim | Jon Bokenkamp, Lukas Reiter                  | 2 maja 2018          |                       |
| 110 | 21 | Lawrence Dane Devlin      | 26               | Bethany Rooney      | Carla Kettner, Sean Hennen                   | 9 maja 2018          |                       |
| 111 | 22 | Sutton Ross               | 17               | Bill Roe            | John Eisendrath, Jon Bokenkamp, Lukas Reiter | 16 maja 2018         |                       |

## Sezon 6 (2019)
| №   | #  | Tytuł                         | Nr Czarnej listy | Reżyseria           | Scenariusz                                     | Premiera         | Premiera w Polsce AXN |
| --- | -- | ----------------------------- | ---------------- | ------------------- | ---------------------------------------------- | ---------------- | --------------------- |
| 112 | 1  | Dr. Hans Koehler              | 33               | Bill Roe            | Jon Bokenkamp, John Eisendrath                 | 3 stycznia 2019  |                       |
| 113 | 2  | The Corsican                  | 20               | Kurt Kuenne         | John Eisendrath, Jon Bokenkamp                 | 4 stycznia 2019  |                       |
| 114 | 3  | The Pharmacist                | 124              | Daniel Willis       | Lukas Reiter                                   | 11 stycznia 2019 |                       |
| 115 | 4  | The Pawnbrokers               | 146/147          | Lin Oeding          | Carla Kettner                                  | 18 stycznia 2019 |                       |
| 116 | 5  | Alter Ego                     | 13               | John Terlesky       | Sean Hennen & Lukas Reiter                     | 1 lutego 2019    |                       |
| 117 | 6  | The Ethicist                  | 91               | Bill Roe            | Taylor Martin                                  | 8 lutego 2019    |                       |
| 118 | 7  | General Shiro                 | 116              | Kurt Kuenne         | Jonathan Shapiro & Lukas Reiter                | 15 lutego 2019   |                       |
| 119 | 8  | Marko Jankowics               | 58               | Bill Roe            | Lukas Reiter                                   | 22 lutego 2019   |                       |
| 120 | 9  | Minister D                    | 99               | Michael Caracciolo  | Noah Schechter & Jonathan Shapiro              | 22 lutego 2019   |                       |
| 121 | 10 | The Cryptobanker              | 160              | Terrence O’Hara     | Kelli Johnson                                  | 8 marca 2019     |                       |
| 122 | 11 | Bastien Moreau                | 20               | Andrew Mccarthy     | Jon Bokenkamp & John Eisendrath                | 15 marca 2019    |                       |
| 123 | 12 | Bastien Moreau: Conclusion    | 20               | Christine Gee       | Jon Bokenkamp & John Eisendrath & Lukas Reiter | 22 marca 2019    |                       |
| 124 | 13 | Robert Vesco                  | 9                | Adam Weisinger      | Michael Perri                                  | 29 marca 2019    |                       |
| 125 | 14 | The Osterman Umbrella Company | 6                | Bill Roe            | Sean Hennen                                    | 29 marca 2019    |                       |
| 126 | 15 | Olivia Olson                  | 115              | Stephanie Marquardt | Lukas Reiter                                   | 5 kwietnia 2019  |                       |
| 127 | 16 | Lady Luck                     | 69               | Bill Roe            | T Cooper, Allison Glock-Cooper                 | 12 kwietnia 2019 |                       |
| 128 | 17 | The Third Estate              | 136              | Andrew McCarthy     | Katie Bockes                                   | 19 kwietnia 2019 |                       |
| 129 | 18 | The Brockton College Killer   | 92               | Lisa Robinson       | Sam Christopher                                | 26 kwietnia 2019 |                       |
| 130 | 19 | Rassvet                       |                  | John Terlesky       | Sean Hennen                                    | 26 kwietnia 2019 |                       |
| 131 | 20 | Guillermo Rizal               | 128              | Cort Hessler        | Noah Schechter                                 | 3 maja 2019      |                       |
| 132 | 21 | Anna McMahon                  | 60               | Michael Caracciolo  | Taylor Martin, Kelli Johnson                   | 10 maja 2019     |                       |
| 133 | 22 | Robert Diaz                   | 15               | Bill Roe            | Jon Bokenkamp, John Eisendrath, Lukas Reiter   | 17 maja 2019     |                       |

## Sezon 7 (2019-2020)
| №   | #  | Tytuł                         | Nr Czarnej listy | Reżyseria           | Scenariusz                      | Premiera             | Premiera w Polsce |
| --- | -- | ----------------------------- | ---------------- | ------------------- | ------------------------------- | -------------------- | ----------------- |
| 134 | 1  | Louis T. Steinhil             | 27               | Bill Roe            | John Eisendrath, Jon Bokenkamp  | 4 października 2019  |                   |
| 135 | 2  | Louis T. Steinhil: Conclusion | 27               | Cort Hessler        | Lukas Reiter                    | 11 października 2019 |                   |
| 136 | 3  | Les Fleurs Du Mal             | 151              | Lisa Robinson       | Kelli Johnson, Taylor Martin    | 18 października 2019 |                   |
| 137 | 4  | Kuwait                        |                  | Stephanie Marquardt | Sean Hennen                     | 25 października 2019 |                   |
| 138 | 5  | Norman Devane                 | 138              | Kurt Kuenne         | Noah Schechter                  | 1 listopada 2019     |                   |
| 139 | 6  | Dr. Lewis Powell              | 130              | Christine Gee       | Sam Christopher                 | 8 listopada 2019     |                   |
| 140 | 7  | Hannah Hayes                  | 125              | Adam Weisinger      | Daniel Cerone                   | 15 listopada 2019    |                   |
| 141 | 8  | The Hawaladar                 | 162              | Paul Holahan        | Jon Bokenkamp, Lukas Reiter     | 22 listopada 2019    |                   |
| 142 | 9  | Orion Relocation Services     | 159              | Stephanie Marquardt | Sean Hennen, Taylor Martin      | 6 grudnia 2019       |                   |
| 143 | 10 | Katarina Rostova              | 3                | Daniel Willis       | Daniel Cerone                   | 13 grudnia 2019      |                   |
| 144 | 11 | Victoria Fenberg              | 137              | Bill Roe            | T Cooper & Allison Glock-Cooper | 20 marca 2020        |                   |
| 145 | 12 | Cornelius Ruck                | 155              | John Terlesky       | Lukas Reiter                    | 27 marca 2020        |                   |
| 146 | 13 | Newton Purcell                | 144              | Michael Caracciolo  | Noah Schechter                  | 3 kwietnia 2020      |                   |
| 147 | 14 | Twamie Ullulaq                | 126              | Victor Nelli, Jr.   | Daniel Cerone                   | 10 kwietnia 2020     |                   |
| 148 | 15 | Gordon Kemp                   | 158              | Andrew McCarthy     | Jonathan Shapiro & Lukas Reiter | 17 kwietnia 2020     |                   |
| 149 | 16 | Nyle Hatcher                  | 149              | Tessa Blake         | Katie Bockes                    | 24 kwietnia 2020     |                   |
| 150 | 17 | Brothers                      |                  | Mahesh Pailoor      | Sean Hennen                     | 1 maja 2020          |                   |
| 151 | 18 | Roy Cain                      | 150              | Daniel Willis       | Aiah Samba                      | 8 maja 2020          |                   |
| 152 | 19 | The Kazanjian Brothers        | 156/157          | Michael Caracciolo  | Kelli Johnson & Sam Christopher | 15 maja 2020         |                   |

## Sezon 8 (2020-2021)
| №   | #  | Tytuł                        | Nr Czarnej listy | Reżyseria              | Scenariusz                                     | Premiera          | Premiera w Polsce |
| --- | -- | ---------------------------- | ---------------- | ---------------------- | ---------------------------------------------- | ----------------- | ----------------- |
| 153 | 1  | Roanoke                      | 139              | Andrew McCarthy        | Daniel Cerone                                  | 13 listopada 2020 |                   |
| 154 | 2  | Katarina Rostova: Conclusion | 3                | Stephanie A. Marquardt | Lukas Reiter                                   | 20 listopada 2020 |                   |
| 155 | 3  | 16 ounces                    |                  | Andrew McCarthy        | John Eisendrath & Jon Bokenkamp & Lukas Reiter | 22 stycznia 2021  |                   |
| 156 | 4  | Elizabeth Keen               | 1                | Cort Hessler           | Sean Hennen                                    | 29 stycznia 2021  |                   |
| 157 | 5  | The Fribourg Confidence      | 140              | Andrew McCarthy        | Noah Schechter                                 | 05 lutego 2021    |                   |
| 158 | 6  | The Wellstone Agency         | 127              | Matthew Mcloota        | Kelli Johnson                                  | 12 lutego 2021    |                   |
| 159 | 7  | Chemical Mary                | 143              | Christine Moore        | Daniel Cerone                                  | 19 lutego 2021    |                   |
| 160 | 8  | Ogden Greeley                | 40               | Michael Caracciolo     | Lukas Reiter                                   | 26 lutego 2021    |                   |
| 161 | 9  | The Cyranoid                 | 35               | Andrew McCarthy        | Allison Glock-Cooper & T Cooper                | 05 marca 2021     |                   |
| 162 | 10 | Dr. Laken Perillos           | 70               | Phil Bertelsen         | Aiah Samba                                     | 05 marca 2021     |                   |
| 163 | 11 | Captain Kidd                 | 96               | Andrew McCarthy        | Sam Christopher                                | 26 marca 2021     |                   |
| 164 | 12 | Rakitin                      | 28               | Mahesh Pailoor         | John Eisendrath                                | 02 kwietnia 2021  |                   |
| 165 | 13 | Anne                         |                  | Andrew McCarthy        | Sean Hennen                                    | 16 kwietnia 2021  |                   |
| 166 | 14 | Misère                       |                  | Christine Gee          | Jon Bokenkamp & John Eisendrath                | 16 kwietnia 2021  |                   |
| 167 | 15 | The Russian Knot             |                  | Juan Avella            | Katie Bockes                                   | 30 kwietnia 2021  |                   |
| 168 | 16 | Nicholas Obenrader           | 133              | Daniel Willis          | Taylor Martin                                  | 7 maja 2021       |                   |
| 168 | 17 | Ivan Stepanov                | 5                | Adam T. Weisinger      | David Merritt II                               | 14 maja 2021      |                   |
| 169 | 18 | The Protean                  | 36               | Michael Caracciolo     | Justine Neubarth                               | 21 maja 2021      |                   |
| 170 | 19 | Balthazar 'Bino' Baker       | 129              | Christine Moore        | Lukas Reiter                                   | 28 maja 2021      |                   |
| 171 | 20 | Godwin Page                  | 141              | John Terlesky          | Lukas Reiter                                   | 4 czerwca 2021    |                   |
| 172 | 21 | Nachalo                      |                  | Kurt Kuenne            | John Eisendrath & Jon Bokenkamp & Lukas Reiter | 16 czerwca 2021   |                   |
| 173 | 22 | Konets                       |                  | John Terlesky          | Jon Bokenkamp & John Eisendrath                | 23 czerwca 2021   |                   |